# Peter Corterier

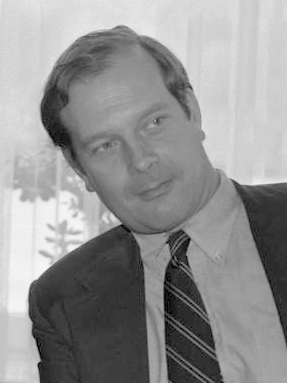
Peter Corterier (1975)

Peter Corterier (* 19. Juni 1936 in Karlsruhe; † 22. Februar 2017) war ein deutscher Politiker (SPD). Er war von 1981 bis 1982 Staatsminister im Auswärtigen Amt.

## Leben
Der Sohn von Fritz Corterier promovierte 1972 zum Dr. jur. an der Universität Bonn mit der Arbeit Der Reichstag: Seine Kompetenzen und sein Verfahren in der 2. Hälfte des 18. Jahrhunderts.
Von 1967 bis 1969 war er Bundesvorsitzender der Jusos, wurde aber im Rahmen der Linkswende der Jusos abgewählt.
Von 1969 bis 1983 war Corterier Mitglied des Deutschen Bundestages. Am 13. Juni 1984 rückte er für den ausgeschiedenen Abgeordneten Rainer Offergeld erneut in den Bundestag nach, dem er dann noch bis 1987 angehörte. Von 1976 bis 1977 war er stellvertretender Vorsitzender des Auswärtigen Ausschusses des Bundestages und von 1980 bis 1981 Vorsitzender des Arbeitskreises Außen- und Sicherheitspolitik; Innerdeutsche Beziehungen, Europa- und Entwicklungspolitik der SPD-Bundestagsfraktion. Von 1982 bis 1983 war Corterier Präsident der Parlamentarische Versammlung der NATO.
Peter Corterier ist 1976 und 1984 über die Landesliste Baden-Württemberg und sonst stets als direkt gewählter Abgeordneter des Wahlkreises Karlsruhe in den Bundestag eingezogen.
Von 1973 bis 1977 gehörte Corterier außerdem dem Europäischen Parlament an. Am 29. Juni 1981 wurde Corterier Staatsminister im von Hans-Dietrich Genscher (FDP) geführten Auswärtigen Amt. Zu dieser Zeit gab es eine von einer SPD-FDP-Koalition getragene Bundesregierung unter Bundeskanzler Helmut Schmidt. Nach der Wahl von Helmut Kohl zum Bundeskanzler wurde er am 1. Oktober 1982 aus diesem Amt entlassen.
Von 1982 bis 1985 hatte er das Amt des Präsidenten der Atlantic Treaty Association inne.